# バトルフィールド (コンピューターゲーム)
バトルフィールド（英: Battlefield）は、DICE制作による、スウェーデンのファーストパーソン・シューティングゲームシリーズである。実際または架空の戦争をテーマにした、大人数でのマルチプレイやキャンペーンモードなどを主とする。略称は、BF（ビーエフ）。
販売はアメリカ合衆国のエレクトロニック・アーツが行っている。2002年に発売された1作目『バトルフィールド1942』より始まり、全シリーズ14作品が発売されている。

## 概要

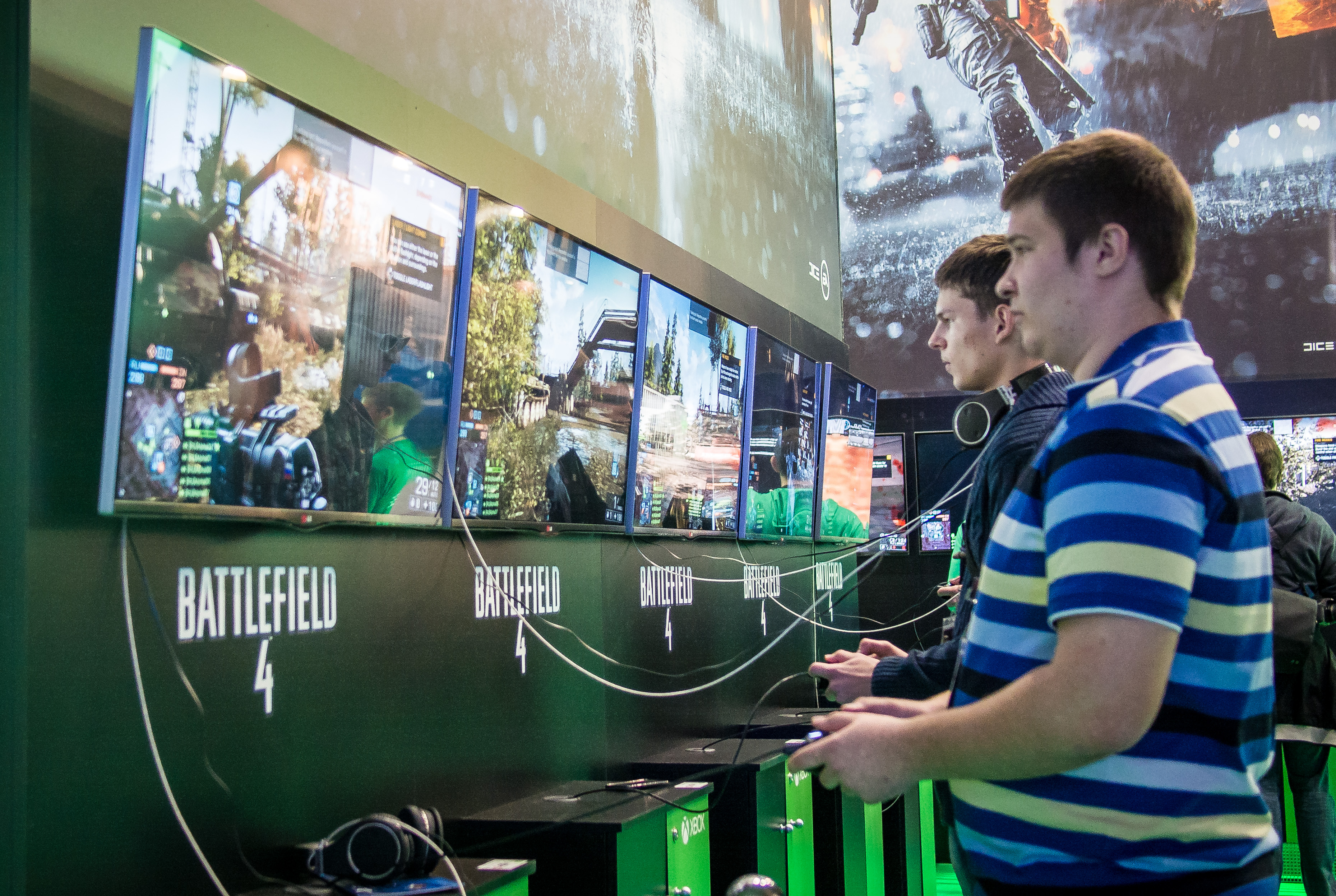
バトルフィールド4をプレイしているプレイヤー（Xbox版）。

バトルフィールドシリーズは、大きなマップやチームワーク、車両戦争、オンラインマルチプレイに焦点を当てている。2002年の1作目の発売以来、通算して14作品が発売されており、発売後に拡張パックが配信されたものもある。プレイヤーは、それぞれの軍隊の一兵士となって自軍の勝利を目指して戦うことが目的であり、様々な戦場（バトルフィールド）を疑似体験できる。『バトルフィールド1943』では、大型FPSゲームとしては初めて、Xbox LiveおよびPlayStation Networkでのダウンロード販売に参入したが、2023年12月8日にサービスを終了した。
| 発売年 | 作品名                              | ストーリー                 | 舞台設定                 | 時代設定      | 備考                         |
| ------ | ----------------------------------- | -------------------------- | ------------------------ | ------------- | ---------------------------- |
| 2002年 | バトルフィールド1942                | 第二次世界大戦             | 世界各地                 | 1942年        | 初作、エンジンはRefractor 。 |
| 2004年 | バトルフィールド ベトナム           | ベトナム戦争               | ベトナム                 | 1960-75年     |                              |
| 2005年 | バトルフィールド2                   | アジアでの現代戦           | アジア、中東             | 2007年        |                              |
| 2005年 | バトルフィールド2 モダンコンバット  | 架空の現代戦               | カザフスタン             | 現代          |                              |
| 2006年 | バトルフィールド2142                | 未来の氷河期での未来戦     | 世界各地                 | 2142年        | PC版のみ。                   |
| 2008年 | バトルフィールド：バッドカンパニー  | 架空の現代戦               | 中央アジア、中東         | 現代          | Frostbiteエンジンを採用。    |
| 2008年 | バトルフィールド 1943               | 第二次世界大戦             | 太平洋                   | 1943年        | コンソール版のみ。           |
| 2010年 | バトルフィールド：バッドカンパニー2 | 架空の現代戦               | 世界各地                 | 1944年-現代   |                              |
| 2011年 | バトルフィールド 3                  | 架空の現代戦               | イラン                   | 2014年        | Frostbite2エンジンを採用。   |
| 2013年 | バトルフィールド 4                  | 架空の現代戦               | 中国                     | 2020年        | Frostbite3エンジンを採用。   |
| 2015年 | バトルフィールド ハードライン       | 警察・犯罪者との抗争       | アメリカ                 | 2012年 2015年 |                              |
| 2016年 | バトルフィールド 1                  | 第一次世界大戦、ロシア内戦 | 欧州、中東、ロシア       | 1914年-1919年 |                              |
| 2018年 | バトルフィールドV                   | 第二次世界大戦             | 欧州、北アフリカ、太平洋 | 1942年-1945年 | 完全無料アップデート型       |
| 2021年 | バトルフィールド 2042               | 架空の近未来戦             | 世界各地                 | 2042年-2048年 | シーズンバトルパス型         |
| 2025年 | バトルフィールド 6                  |                            |                          |               |                              |

## ゲーム内容
| ゲーム名                            | Metacritic                                                           |
| ----------------------------------- | -------------------------------------------------------------------- |
| バトルフィールド1942                | 89/100                                                               |
| バトルフィールド ベトナム           | 84/100                                                               |
| バトルフィールド2                   | 91/100                                                               |
| バトルフィールド2 モダンコンバット  | PS2: 80/100 Xbox: 80/100 Xbox 360: 77/100                            |
| バトルフィールド2142                | 80/100                                                               |
| バトルフィールド：バッドカンパニー  | PS3: 84/100 Xbox 360: 83/100                                         |
| バトルフィールド 1943               | PS3: 84/100 Xbox 360: 83/100                                         |
| バトルフィールド：バッドカンパニー2 | PC: 87/100 PS3: 88/100 Xbox 360: 88/100 iOS: 64/100                  |
| バトルフィールド 3                  | PC: 89/100 PS3: 85/100 Xbox 360: 84/100                              |
| バトルフィールド 4                  | PC: 81/100 PS3: 80/100 PS4: 85/100 Xbox 360: 79/100 Xbox One: 81/100 |
| バトルフィールド ハードライン       | PC: 71/100 PS4: 73/100 Xbox One: 71/100                              |
| バトルフィールド 1                  | PC: 88/100 PS4: 89/100 Xbox One: 87/100                              |
| バトルフィールドV                   | PC: 81/100 PS4: 73/100 Xbox One: 78/100                              |
| バトルフィールド 2042               | PC: 68/100 PS5: 61/100 Xbox Series X: 64/100                         |

バトルフィールドシリーズでは、『BFBC』を境に主にシステム面で大きな変更が加えられているため、これ以前と以降の作品ではゲームの性格を異にしている。以下では『BF1942』から『BF2142』までの特徴と『BFBC』以後の作品の特徴を分けて記述する。

### シリーズ共通の特徴
- リアル志向の『Operation Flashpoint: Cold War Crisis』や『Escape from Tarkov』などと違い、リアルさよりもゲーム性（遊びやすさ、バランス）に主眼をおいており、アクションゲームとしての性格が比較的強い。
- メダル・オブ・オナーシリーズなどと異なり、シングルプレイ（1人用ゲーム）よりもオンラインプレイをメインとしている。
- 戦車や航空機、戦艦などの陸、海、空問わず様々な兵器や乗り物を扱うことができ、歩兵主体の他社製のFPS作品とは一線を画している。
- 突撃兵や衛生兵、対戦車兵など役割の違う様々な兵科を自由に選択することができる。プレイヤーは戦況に応じて兵科を使い分けることが要求される。
- 他のFPS作品と比べて、最大対戦プレイヤー数が非常に多い。例として『BFV』では最大64人、『BF2042』では最大128人対戦となっている。

### 『BF1942』から『BF2142』まで
- キャンペーンモードではマルチモードと共通のマップにおいて、自分以外の敵味方が全員AI (BOT) 操作となるため、マルチプレイに備えての「練習」としての性格が強い。また、マルチプレイモード同様、戦死した場合は一定時間後に復活拠点（リスポーンポイント）から再出撃するため、戦死しても即ゲームオーバーとはならない。
- ユーザーが対戦サーバーを立てやすいことから、メーカーのオフィシャルサーバーが混雑して遊べないという事態が少ない。ASEというアプリケーションを使うことで、ユーザーが独自に立てたサーバーをすぐに検索することができる。また、パスワードを設定したサーバーを立てることで、素性の分かっているプレイヤーやチーム（クラン）で紅白戦や協力戦を楽しむこともできる。
- サーバーを立てる場合およびシングルプレイモードにおいては、敵味方の人数の比率と、AIにCPUパワーを何パーセント割り振るかをそれぞれ設定することができる。

### 『BFBC』以降
- ゲームエンジンがRefractor 2からFrostbiteエンジンに移行したことで、ゲームの安定性が向上しリアルさが増した。特にオブジェクトの破壊表現は作品が新しいほど力が入っている。
- 従来のシリーズではマルチプレイがメインであったが、『BFBC』以降ではコール オブ デューティシリーズの影響を受けてシングルプレイにも注力されており、ストーリー性の強いものになっている。また、マルチプレイはシングルプレイの世界観を引き継いだ設定がなされている。『BFBC2』ではマルチプレイのマップ1つ1つにストーリーが付されており、シングルプレイでのストーリーと並行してアメリカとロシアの全面戦争の行く末を追う形でマップが構成されている。『BF1』では、史実の戦いを元に構成された新しいゲームモード「オペレーション」が用意されており、『BFV』では刷新した「グランド・オペレーション」が用意されている。
- 使用できる武器装備が大幅に増加し、ゲームで獲得したスコアに応じて順次解放されていくアンロック方式が採用されている。『BF3』以降では銃器のアタッチメントや軍用車両の搭載兵器もアンロックで拡張されるシステムになっている。
- ゲーム内ストアが設置され、未アンロックの装備拡張や拡張パックを直接購入・ダウンロードをすることも可能となった。
- 従来の作品と同様に一般ユーザーでもオンライン対戦サーバーを作成することは可能だが、課金による有料サーバーをレンタルする方式が採用されている。『BFV』ではこれを廃止されたが、後に「コミニュティゲーム」という形で無料で復活した。『BF2042』でも廃止されたが、その代わりに『BattleField Portal』というユーザーが自由にモードを作成できる機能を追加して採用された。
- BF2までは開発元より提供されていたMODエディターの提供がなくなった。データも暗号化され、ユーザーが容易に改編出来なくなった。またランチャーやサーバーによるファイルの整合性チェックが行われ、サーバー自体も前述の通りレンタルサーバーしか提供されていないため、チケット数などの基本的なルールのパラメーターを変更する程度の操作しか行えない。
- 『BFBC2』において、初めて「VIPアクセスシステム」が導入され、新品ソフトに同梱されているアクセスチケットのコードを入力することでマルチプレイにて使用できる限定武器などが使用できる特典が付与される。『BF3』以降の作品では「プレミアムメンバー」、「プレミアムパス」などと名称を変え、ソフト本体とは別で購入することでその後順次配信されるすべての有料拡張パックの利用権及び有料コンテンツの2週間先行アクセス権、プレミアム限定の特殊武器、ドッグタグなどのプレミアム特典が獲得できる。『BFV』では有料拡張パックは廃止され、「タイド・オブ・ウォー」という無料アップデートで配信される形となった。『BF2042』ではシーズンバトルパス形式となったが、マップなどの拡張パックは無料で提供される。

## ルール
シリーズを通じて標準のルールは次に述べるものである。敵味方チームはそれぞれ「チケット」と呼ぶ点数をゲーム開始時から持ち、チームメイトが倒されたり、拠点を占領され続けるなどするとチケットが減少する。先に相手のチケットを0にしたチームか、制限時間が過ぎた時点まで多くのチケットを残したチームが勝利チームとなる。勝敗に最大の影響を与える要素は勢力下に置いた拠点数であるから、これを攻防することが主要な遊び方となる。作品によって多種多様なルールが存在し、『BF3』では拡張パックのものも含めてシリーズ最多の13種が収録されている。
ほかにも、砲撃や空爆は絶大な破壊力をもち、戦況を大きく変化させる。また、チームが勝利するためには、必ずしも多くの敵を倒すことが最善というわけではない。衛生兵や工兵として味方のライフを回復することは重要であり、砲撃や空爆によって敵の兵器を攻撃することで戦況を大きく変化させたりもする。『BF2』からは、治療・修理・弾薬補給などの支援活動でも評価の対象となるように変更された。

### 複数のシリーズ作品に登場しているモード
ここでは特に断りがない限り、収録作品を略称で呼称する。
『BF2042』のBattlefield Portalモードでのみ採用されているゲームモードは、『BF2042』本編のAll-out-Warfareモードとの差別化を図るため、略称の『Portal』とここでは呼称する。なお、どちらにもあるゲームモードは『BF2042』の方で統一されたい。
コンクエスト (Conquest, CQ)
収録作品 - 全作品
シリーズ全作に収録されているバトルフィールド伝統のルール。マップ内の複数の拠点を相手チームと奪い合うのが目的。拠点の占領を行うには、拠点の旗の近くに一定時間留まればよく、攻撃側は防御側プレイヤーを排除しなければならない。倒されたプレイヤーは一定時間の後、自チームの占領下にある任意の拠点から復活できるので、正面から戦うと数の上ではリスポーンポイントの遠い攻撃側が不利であるが、実際には兵器の有無や攻撃の迅速性によって占領の可否が決まることが多い。また、回り込んで敵後方の手薄な拠点を攻撃することもよい考えだし、それに備えて前線から離れた自軍拠点の防衛をすることも時には重要である。『BFH』以降では拠点の占領時に留まる必要のあるエリアがマップに表示されるようになり、その後過去作の『BF4』にもアップデートにて逆輸入された。
ドミネーション (Domination, DOM)、コンクエスト・ドミネーション (Conquest Domination, CQD)
収録作品 - 『BF3』『BF4』『BF1』『BFV』
ルールはコンクエストと同じであるが、比較的小さいマップで少数の拠点を争奪する。拠点確保に要する時間が非常に短く、ゲームの展開が速いのが特徴。
コンクエスト・アサルト (Conquest Assault, CQA)
収録作品 - 『BF1942』『BF2』『BF2142』『BF3』『BF1』『BFV』『Portal』
コンクエストをベースに1つのチームが拠点を全て占拠している状態で始まり、相手チームがチケットの減少を食い止めるために拠点を奪取するモード。なお、攻撃側のチケットが多めに設定されていたり、防御側には本拠地が存在しない上に「全拠点を制圧された上に分隊が存在しない」状態で全滅するとチケットが余っていても即ゲーム終了したりと、通常のコンクエストにはない設定・ルールも追加されている。

ブレークスルー(Break Through,BT)
収録作品 -『BFV』 『BF2042』
初出は『BF1』のゲームモードのオペレーションに含まれていたもの。独立したモードとして登場したのはBFVからである。モードの概要としては、ラッシュモードのように攻撃側と防衛側に分かれ、複数のセクターに分断されたマップの中でセクター内の拠点をめぐって攻撃側と防御側で争うというもの。攻撃側がセクター内のすべての拠点を占領すると次のセクターへ侵攻し、防衛側は後退して新たな拠点を守るというものである。攻撃側は出撃回数内で全セクターを奪取すれば勝利となり、防衛側は制限時間内まで守り切るか、攻撃側の出撃回数を0にさせれば勝利となる。『BFV』以降の作品では攻撃側が防衛側の区画をひとつ制圧する度に出撃回数が一定数回復するようになった。因みにステージによって出撃回数の回復量は大きく変化する。
ラッシュ (Rush)、ゴールド・ラッシュ (Gold Rush)
収録作品 - 『BFBC』『BFBC2』『BF3』『BF4』『BF1』『BFV』『Portal』
『攻撃陣営』と『防御陣営』の二つに別れ戦闘を行う。複数ある防衛目標（「M-COM」と呼ばれる端末）を全部破壊すれば『攻撃陣営』の勝利。『防御陣営』は『攻撃陣営』の戦力ケージを減らし、「チケット」をすべて無くせば勝利。初出の『BFBC』ではM-COMではなく、金塊の入ったケースを目標とし、名称も「ゴールドラッシュ」になっている。『BFBC』『BFBC2』では通常の武器でも目標にダメージを与えることができ、破壊も可能であったが『BF3』『BF4』では専用の爆弾を使用することでのみ破壊できるようになっている。『BF1』では時代背景を考慮して、目標が電信設備になっており、破壊されない限り一定時間ごとに砲撃座標が送信されて、攻撃側チームに対して砲撃を行う。 分隊ラッシュ (Squad Rush, SQRUSH)
収録作品 - 『BFBC2』『BF3』『BF4』
二つの分隊で戦闘するラッシュ。専用にカスタマイズされたマップでのみプレイ可能で、M-COMの配置が通常とは異なっている

フロントライン (Flontline, FL)
収録作品 - 『BF1』『BFV』
マップ上に両陣営から延びて左右対称に配置された複数の拠点の内、指定された一つの拠点を奪い合うというコンクエストに近い内容で、拠点を制圧すると敵チーム本拠地側の拠点が争奪目標に指定され、これを繰り返して敵陣地に接近し、最終的に敵の本拠地を強襲することが目的となる。本拠地付近の二つのコントロールポイントまで前線が押し上げられると、目標が本拠地内の電信設備の破壊ないし防衛へと変化し、攻撃側と防衛側に分かれて電信設備を巡ることになる。なお、攻撃側にはチケット数が設定され、チケットが0になると、一つ手前の拠点へと自動的に押し戻される。敵チームに確保された拠点を奪還することも可能であるため、一進一退の攻防が繰り広げられる。

チームデスマッチ (Team Deathmatch, TDM)
収録作品 - 『BF1942』『BF3』『BF4』『BFH』『BF1』『BFV』『Portal』
敵の殲滅が勝利条件。先に規定のキル数に達したチームが勝者となる。なお、このモードではマップが縮小された専用マップとなり、車両類は一切出現しない。
分隊デスマッチ (Squad Deathmatch, SQDM)
収録作品 - 『BF3』『BF4』
四人分隊四個で戦闘する縮小版TDM。BF3ではIFVが一両出現し、敵チームに確保された場合は速やかに破壊しなければならない。
キャプチャー・ザ・フラッグ (Capture the Flag, CTF)
収録作品 - 『BF2』『BF2MC』『BF3』『BF4』
自陣・敵陣にそれぞれ設置されたフラッグを奪い合うゲームモード。相手の本陣に侵入して、その旗に触れることによって獲得し、それを自陣に「持ち帰る」ことが目標となる。

ガンマスター (Gun Master, GM)
収録作品 - 『BF3』『BF4』『Portal』
プレイヤーは最初にハンドガンのみを持ち、敵プレイヤーを倒していくことでよりグレードの高い武器に自動的に変わっていく。ハンドガンからSMG、ショットガンなどと続き、最終的にはナイフのみとなる。最も早くナイフに到達して規定数の敵を倒したプレイヤーが出現した時点でゲームは終了する。

エアー・シューペリオリティ (Air Superiority, AS)
収録作品 - 『BF1943』『BF3』『BF4』『Portal』
航空機のみ操作可能となり、他の車両や兵士でのプレイはできないといった空戦限定モード。ルールはコンクエストと同様、複数の阻塞気球の拠点を奪い合い、相手チームのチケットを0にしたチームが勝利となる。『BF4』では攻撃ヘリ限定のモードも存在する。

タンク・シューペリオリティ (Tank Superiority, TS)
収録作品 - 『BF3』『Portal』
駆逐戦車や戦車で一つだけある旗「シューペリオリティ」を取り合う。

### シリーズ固有のモード
オブジェクティブモード (Objective Mode)
収録作品 - 『BF1942』
連合軍とドイツ軍に分かれてマップごとに指定された任務を達成ないし阻止するルール。連合軍は攻撃側としてドイツ軍の施設破壊や秘密文書の奪取などの任務が与えられ、ドイツ軍はこれを妨害し阻止する必要がある。

タイタン (Titan)
収録作品 - 『BF2142』
通常兵器が通用しないシールドを展開した敵チームの空中艇「タイタン」を最終的に破壊するのが目的のゲーム。攻撃側はマップ内の各所に配置された専用のミサイルサイロを確保し、シールドを破壊する。シールドを破壊したのちタイタンに直接侵入し、艇内の動力源を破壊しなければならない。
チームデスマッチ・クロースクウォーターズ (Team Deathmatch Close Quarters, TDMC)
収録作品 - 『BF3』
『BF3』の『Close Quarters』限定のモード。室内戦闘に特化したマップ内で近接戦が展開される。
スカベンジャー (Scavenger, SCV)
収録作品 - 『BF3』
マップ内にランダムに落ちている武器で交戦するコンクエスト・ドミネーションに似た内容であり、比較的小さめのマップになっている。落ちている武器の種類はレベル1-3まで存在し、レベル1はPDWやSMG、レベル2はショットガンやクロスボウ、レベル3はアサルトライフルまたはカービンとなっている。

キャリア・アサルト (Carrier Assault, CA)
収録作品 - 『BF4』
自軍の空母を守りつつ、敵の空母に対艦ミサイルなどでダメージを与えていき、最終的には空母を強襲・制圧することが目的。自軍の空母に敵が侵入した場合は、空母に戻って敵を殲滅する必要がある。コンクエストのようにマップ内の拠点を奪い合い、確保した拠点からは確保している間、拠点内に設置された対艦ミサイルが15秒間隔で敵陣に発射され、1発につき1%のダメージを与えられる。ダメージゲージが50%を超えると空母内へ侵入が可能となり、2つのM-COMを破壊することになる。『BF2142』のタイタンモードにインスパイアされたモードでもある。
チェイン・リンク (Chain Link, CL)
収録作品 - 『BF4』
コンクエストのように複数ある拠点を確保し、拠点同士を隣接するように確保すると拠点間で「リンク」が生じる。リンクしている2つの拠点を片方でも占領されるとリンクは消滅する。リンク数が多いほど相手チームのチケットの減少速度が速くなり、ラウンド終了時にチケットが多いチームが勝利となる。
デヒューズ (Defuse)
収録作品 - 『BF4』
少人数のチームが攻守側に分かれ、攻撃側は防衛側のM-COMを破壊し、防衛側は攻撃側を全滅させれば勝利となる。本モードでは味方の蘇生・リスポーンができず、全滅した時点で相手の勝利となる。ラウンド制となっており、どちらかのチームが勝利すると次のラウンドへ移行する。全6ラウンド。
オブリタレーション (Obliteration)
収録作品 - 『BF4』
マップ内にランダムに配置された1つの爆弾を入手し、それを相手の拠点に持ち込んで破壊するルールのゲームモード。拠点が破壊されてからしばらくすると、再度爆弾がマップのランダムな位置に配置される。チームの拠点は3つあり、先にすべての拠点を破壊されたチームの負け。爆弾を持ったプレイヤーの位置は常に敵のミニマップにも表示されるようになるため、味方による護衛が必要となる。

ブラッド・マネー (Blood Money)
収録作品 - 『BFH』
警察側・犯罪者側のそれぞれの拠点に設置された現金を回収し、自陣に持ち帰るのが目的。ゲーム終了時に拠点に多くの現金があったチームが勝利となる。相手チームから現金を奪取したプレイヤーは現金の入ったバッグを背負った姿で表示され、これを倒すことで奪い返すことができる。
クロス・ヘア (Crosshair)
収録作品 - 『BFH』
5人ずつ2チームに分かれ、警察チームに1人設定されているVIPをめぐって戦闘するモード。警察チームはVIPとなったプレイヤーを特定地点まで護送し、犯罪者チームはこれを殺害するのが目的となる。なお、このモードではリスポーン・再出撃が不可能。
ハイスト (Heist)
収録作品 - 『BFH』
犯罪者側が攻撃陣営、警察側が防御陣営となり銀行もしくは現金輸送車の現金をめぐるというラッシュに似たルール。犯罪者側が現金の奪取に成功した場合、攻守逆転し、犯罪者側は逃走しなければならず、警察側はこれを阻止・追跡することが目的となる。
ホットワイア (Hotwire)
収録作品 - 『BFH』
シリーズで類を見ない初のカーチェイスモード。犯罪者チームは指定の車両を強奪し、広大なマップ内で警察チームの追跡を避けながらできるだけ多くの車両を確保することで勝利となる。
レスキュー (Rescue)
収録作品 - 『BFH』
5人ずつ2チームに分かれて対戦するゲームモード。犯罪者チームに捕らわれている人質を3分以内に警察チームのSWATが救出するのが目的。クロスヘアと合わせて競技用ルールとなっている。

オペレーション (Operation)
収録作品 - 『BF1』
今作で追加された新たなゲームモード。複数のマップにまたがってプレイできるシリーズ史上最大規模のモードであり、ゲームのルールはコンクエストやブレイクスルーが統合され、数日間にわたって戦闘を行うという内容である。ブレイクスルーは攻撃側と防衛側に分かれて陣地を奪い合うというものでマップは複数のセクターに分断されており、攻撃側がセクター内のすべての拠点を占領すると次のセクターへ侵攻し、防衛側は後退して新たな拠点を守る必要がある。防衛側が攻撃側のチケットを0にして防衛に成功すると、一旦ラウンドが終了するものの、再び攻撃側の第二波攻撃、第三波攻撃が実行される。これを守り切れば、防衛側の勝利となる。第一次世界大戦の戦線ごとに分けられたマップで史実通りに戦いが進行する。劣勢のチームには巨大兵器が出現し、有利に戦闘を進めることができる。ゲームの開始前には各陣営で当時の情勢とともにブリーフィングムービーが流れる。
エア・アサルト (Air Assault, AA)
収録作品 - 「BF1」
エアー・シューペリオリティと同様、航空機のみ操作が可能。ルールはコンクエスト式ではなく、敵陣営の航空機を落とせばポイントがチケットとして加算され、先にポイントに達した陣営が勝利する。獲得できるポイントは、航空機の種類によって異なる。コンクエストと同様、劣勢の陣営には巨大兵器として飛行船が使用できる。飛行船には対空砲が装備されており、極めて強力だが飛行船1機のポイントが全チケット分あるため撃墜された場合即試合が終了し、撃墜した側の勝利となる。マップはキャンペーン、「高き空の友」で使われたマップを流用している。
サプライドロップ (Supply Drop, SD)
収録作品 - 『BF1』
一定時間ごとに航空機から投下される物資を奪い合うという内容。投下された物資はマップ内のランダムな位置に落下し、物資の周囲に指定されるエリア内に留まり続けることで確保となる。攻略の要領はコンクエストと類似するが、指定されるエリアはコンクエストのように広範囲ではなく、物資の周囲わずか数メートル程度であるため、多人数での確保は困難となる。物資を確保すると稀にエリート兵科のキットが出現する。また、投下された物資がどちらかの勢力による確保が完了していなくとも次々と物資はマップ内に最大3つまで投下され続ける。ゲーム終了時により多くの物資を確保し、一定量のチケットを満たしたチームが勝利となる。
ウォーピジョン (War Pigeon, WP)
収録作品 - 『BF1』
ランダムに配置される通信用の伝書鳩を確保・リリースするのが目的。伝書鳩はプレイヤーに確保することによってタイマーが作動し、一定時間経過するとリリースが可能となる。リリースすると鳩が味方の砲撃陣地に座標を送り、敵チームのプレイヤーに砲撃を加える。この砲撃は非常に精度が高く、屋内等にいない限り、ほぼ確実に死亡する。鳩を持っている敵チームのプレイヤーをキルすると鳩がその場に落ち、他のプレイヤーが確保できる。鳩を確保していたときのタイマー経過時間はプレイヤーが変わっても持続するため、リリース直前で敵チームに奪われてリリースされる、ということもしばしばありうる。また、敵がリリースした鳩は飛び去るまでの短時間に撃墜することが可能。

グランド・オペレーション (Grand Operation)
収録作品 - 『BFV』
前作 『BF1』のゲームモード、オペレーションを踏襲としたモード。前作と同じように複数のマップ、モードにまたがって、数日間にわたって戦闘が行われるという内容である。ゲームの開始前には各陣営でゲーム概要と作戦内容とともにブリーフィングムービーが流れる。4日目まで決着がつかなかった場合はサドンデス形式のモードが行われる。
コンバインド・アームズ（Combined Arms）
収録作品 - 『BFV』
CO-OP形式の1-4人で行うモード。将校の暗殺や潜入作戦など様々。規定の条件を達成することで勝利。
ファイアストーム(Fire Storm,FS)
収録作品 - 『BFV』
64人対戦のバトル・ロワイヤル形式のモード。最後の一人(もしくは一分隊)になると勝利となる。
アウトポスト(Out Post,OP)
収録作品 - 『BFV』
設営・強化・破壊が可能な電波塔の支配を争って戦う防衛と戦術にやや重きが置かれたモード。マップの各所に用意された目標地点で電波塔を設営して「新兵」と呼ばれるポイントを貯めるという内容である。 プレイヤーは敵チームの電波塔を破壊によって敵チームの妨害が可能。建築機能で設営して、敵から攻撃を防ぐこともできる。  電波塔を設営し、ゲーム終了時に新兵数が一定量まで達したチームが勝利となる。

ハザードゾーン(Hazard Zone,HZ)
収録作品 - 『BF2042』
PvPvE形式のモード。データドライブというオブジェクトを確保し回収、そして脱出をした分隊が勝利となる。

フリー・フォー・オール(Free For All,FFA)
収録作品 - 『Portal』
個人戦でのキル数で争うモード。最も早く設定キル数にたどり着いたプレイヤーが勝者となる。

## シリーズ一覧
| 2002 | バトルフィールド1942                |
| 2003 |                                     |
| 2004 | バトルフィールド ベトナム           |
| 2005 | バトルフィールド2                   |
| 2006 | バトルフィールド2 モダンコンバット  |
| 2006 | バトルフィールド2142                |
| 2007 |                                     |
| 2008 | バトルフィールド：バッドカンパニー  |
| 2008 | バトルフィールド1943                |
| 2009 | バトルフィールド ヒーローズ         |
| 2010 | バトルフィールド：バッドカンパニー2 |
| 2011 | バトルフィールド3                   |
| 2012 |                                     |
| 2013 | バトルフィールド4                   |
| 2014 |                                     |
| 2015 | バトルフィールド ハードライン       |
| 2016 | バトルフィールド1                   |
| 2017 |                                     |
| 2018 | バトルフィールドV                   |
| 2019 |                                     |
| 2020 |                                     |
| 2021 | バトルフィールド2042                |
| 2022 |                                     |
| 2023 |                                     |
| 2024 |                                     |
| 2025 | バトルフィールド6                   |

日本未発売の作品は記載しない。EA Playでプレイすることが可能な作品も存在するが、バトルフィールド4以降のXbox/PlayStation向け作品は2020年代以降にダウンロード版が常時安売りされる傾向にある。

### バトルフィールド1942
PC用日本語版が2002年9月13日に発売。略称『BF1942』。バトルフィールドシリーズ第1作目であり、DICEの開発デビュー作。ゲームエンジンはRefractor 2。第二次世界大戦を舞台とする同作では東部戦線・西部戦線・北アフリカ戦線・太平洋戦線の4つの戦線を模したキャンペーンでプレイが可能。プレイヤーは歩兵のみならず、戦車や戦闘機、戦艦など多種多様な兵器を使用することができる。
2002年にはAcademy of Interactive Arts & Sciencesのゲーム・オブ・ザ・イヤーに選ばれたほか、Swedish Game Awardsの2010年度Game of the Decadeなど、複数の受賞歴がある。拡張パックは『バトルフィールド1942 ロード・トゥ・ローマ』と『バトルフィールド1942 シークレット・ウェポン』の2種類がリリースされた。公式のマッチングサービスは2014年5月31日に終了したが、代替のマッチングサービスや直接サーバーのIPアドレスを入力する事でプレイ可能。

### バトルフィールド ベトナム
PC版は2004年3月18日発売。略称は『BFVietnam』。ベトナム戦争をモチーフにした作品。アメリカ陸軍・アメリカ海兵隊・グリーンベレー・南ベトナム軍・北ベトナム軍・ベトコンの6つの勢力に分かれてプレイが可能。2012年12月には『BFBC2』の拡張パックとして同作がリメイクされた『バトルフィールド バッド カンパニー2 ベトナム』がリリースされた。

### バトルフィールド2
日本語版が2005年7月7日に発売。略称は『BF2』。アジア・中東地域を舞台に近未来で勃発したNATO・中国・中東連合による現代戦を描く。兵科に「特殊兵」「援護兵」「衛生兵」の3種類が追加され、それぞれの兵科の個性が際立ち戦略性が高まっている。また、本作では司令官システムと分隊システムが新たに追加され、特に後者においては今後のバトルフィールドシリーズにも継承されることになった。拡張パックは3種発売されている。

### バトルフィールド2 モダンコンバット
PS2およびXbox 360、Xbox版が2006年に発売された。略称『BF2MC』。『BF2』を基に製作された、シリーズ初のコンシューマーゲーム。PS2専用ネットワークアダプターだけを使用することでオンライン対戦がプレイ可能。サービスは2014年6月30日に終了しており、非公式サーバーなどを使用しない限りはマルチプレイが不可。のちにXbox 360版もサービスを終了。本作はいわゆるメインシリーズではなく、スピンオフ的な位置づけがなされている。

### バトルフィールド2142
PC版のみリリースされ、日本語版は2006年10月20日に発売。略称は『BF2142』。タイトルの数字は本作の時代を示しており、氷河期を迎えた22世紀に中東に発生したアジア連合（PAC）と欧州連合（EU）の衝突が描かれている。これまでのような現代戦をモチーフにしたシリーズとは異なって、光学兵器や二足歩行兵器など未来的な装備が多数登場している。『BF4』の5つ目の拡張パックである『Final Stand』では、時代設定に矛盾はあるものの本作のオマージュがなされている。

### バトルフィールド：バッドカンパニー
Xbox 360版が2008年6月26日に発売され、次いでPS3版が同年8月28日に発売された。略称は『BFBC』。ゲームエンジンはRefractor 2からFrostbiteへ変更された。スピンオフであるバッドカンパニーシリーズの第1作目。従来のシリーズではマルチプレイに特化した内容となっていたが、今作ではシングルプレイにも重点が置かれている。紛争の絶えない現代を舞台にアメリカ陸軍B中隊のバッドカンパニー5人組を主軸に、謎の武装組織と金塊をめぐる一行を描いたストーリーとなっている。本作では、建物の壁などに爆発物でダメージを与えると破壊できるようになるなど、破壊の表現が特徴的である。

### バトルフィールド 1943
Xbox 360およびPS3版が2008年7月8日および7月9日にリリースされた。略称『BF1943』。ゲームエンジンはFrostbite Engine 1.5。シリーズで初めてXbox Live Arcade、PSNでのダウンロード専用販売がなされ、また、シングルプレイが廃止されマルチプレイ専用タイトルとなっている。『BF1942』の続編的位置づけであるが、マップは第二次世界大戦の太平洋戦線に限定されている。PC版のリリースも発表されていたが、『BF3』開発のため2011年2月に開発が中止された。

### バトルフィールド：バッドカンパニー2
全機種の日本語版が2010年3月25日に発売。略称『BFBC2』。『BFBC』の続編。共産主義国が台頭した第三次世界大戦の最中、第二次世界大戦中に日本軍が開発した秘密兵器をめぐりB中隊ことバッドカンパニーが世界各地を奔走する。
本作では新品購入特典として同梱されているアクセスチケットを用いるかPSNより購入することによってマルチプレイがプレイ可能となるVIPアクセスシステムが導入されたほか、課金によってマルチプレイで使用可能となるマップや装備が増えるゲーム内ストアが設置されるなど、新システムが多数導入された。拡張パックとして、『バトルフィールド バッド カンパニー2 ベトナム』もある。PC版は本作以降、MODの適応及びユーザーが各自のハードウェアでサーバーを稼働させる事は出来なくなった。

### バトルフィールド 3
2011年11月2日全機種版リリース。略称『BF3』。EA Play(PC/PS4/Xbox One)に加入していると、期間内に限り無償でプレイすることができる。約6年ぶりのナンバリングタイトルであり、システムの多くは前作『BFBC2』のものを引き継いでいる。シングルプレイモードは同時期に発売された『CoD:MW3』を意識して、ストーリー性が強化されている。シングルプレイでは2014年のイランを主な舞台にアメリカ海兵隊のブラックバーン軍曹を操作する。
また、オンラインで協力してミッションをこなすCOOPモードが追加され、そのミッションの実績がマルチプレイでの装備拡張要素にもなっている。拡張パックはシリーズゆかりのマップがプレイできる『Back to Karkand』、近接戦がコンセプトの『Close Quarters』、車両戦闘に特化した『Armord Kill』、地震災害後の荒廃したイランが舞台の『Aftermath』、最後の戦いを描く『End Game』の5種類がリリースされている。
EA Play(PC/PS4/Xbox One)に加入していると、期間内に限り無償でプレイすることができるようになった。

### バトルフィールド 4
2013年11月7日に全機種版がリリース。略称『BF4』。『BF3』に続くナンバリングタイトル。ゲームエンジンはFrostbite 3。2020年の中華人民共和国を舞台に米中間の対立の中、アメリカ海兵隊の特殊部隊トゥームストーンの作戦を描く。マルチプレイに重点が置かれており、レボリューションと呼ばれるマップ内の環境を劇的に変化させるエフェクトが話題を呼んだ。発売当初よりゲームデータの消失やマルチプレイでのフリーズなどバグが多数報告され問題となっている。初めて第八世代のゲーム機に参入し、x86/64bit動作で統一された作品であるが、PS3/Xbox 360版（のちにサービス終了）も別で開発された。
拡張パックはアメリカ軍に対する中国の逆襲を描く『China Rising』、シリーズで人気のあったマップがプレイ可能な『Second Assault』、島嶼部で展開される海上戦がコンセプトの『Naval Strike』、市街戦に特化した『Dragon's Teeth』、戦争末期に至りロシアの秘密兵器をめぐる『Final Stand』の5種類。これに加え、2015年9月以降には無料の拡張パック『Night Operations』『Community Operations』『Legacy Operations』が配信された。EA Play(PC/PS4/Xbox One)に加入していると、期間内に限り無償でプレイすることができるようになった。

### バトルフィールド ハードライン
2015年3月19日にPC版・PS3版・Xbox 360版・PS4版・Xbox One版が発売。略称は『BFH』もしくは『BFHL』。これまでの軍隊同士の戦争を描いたシリーズとは全く異なり、シリーズ初の警察と犯罪組織の対立を題材とした作品となっている。ベースがBF4と同じため、操作性が類似している。キャンペーンでは2012年のアメリカを舞台にマイアミ市警のニコラスと犯罪組織との確執を描いた犯罪ドラマが描かれている。また、現在公開されている拡張パックは『Criminal Activity』『Robbery』『Getaway』『Betrayal』の4つ。さらに2015年11月3日に無料ダウンロードコンテンツ (DLC) である『BLACKOUT』が配信された。EA Play(PC/PS4/Xbox One)に加入していると、期間内に限り無償でプレイすることができる。

### バトルフィールド 1
2016年10月21日にPC版・PS4版・Xbox One版が発売。EA Play(PC/PS4/Xbox One)に加入していると、期間内に限り無償でプレイすることができる。略称は『BF1』。『1』の意味は第一次世界大戦を描くからである。従来のシリーズとは異なり、シングルプレイは『大戦の書』と呼ばれる複数の人物と複数の舞台によるオムニバス形式になっており、よりドラマチックな演出がなされている。この作品で初めて4K画質を前提にしたグラフィックに拡張され、ゲームランチャー内でバージョンアップせずにフォームウェアを更新できる機能が搭載された。
マルチプレイでは複数のマップにまたがって戦闘する大規模な新ゲームモード「オペレーション」が話題となり、史実を追う形でプレイできる仕様となっている。現在、拡張パックは2016年12月に「Giant's Shadow」が無料配信され、2017年3月にフランス軍にフォーカスした「They Shall Not Pass」がリリース。同年9月にはロシア帝国の戦いを描く「In The Name of Tsar」が、12月から1月に海と陸をつなぐ戦いをコンセプトとする「Turning Tides」、2018年3月に大戦において最も陰惨な戦闘を描く「Apocalypse」が配信された。

### バトルフィールドV
2018年11月20日にPC版・PS4版・Xbox One版が発売。略称は『BFV』または『BF5』（公式トレーラーでも『5』や『V』が混合している）。ナンバリングタイトルであるが、本作は第二次世界大戦が舞台されており、『BF4』と直接的な関わりはない。シングルプレイは『BF1』から引き続き、『対戦の書』が導入されている。また、EA Play(PC/PS4/Xbox One)に加入していると、期間内に限り無償でプレイすることができる。
マルチプレイでは、分隊やチームでの行動重点を置かれており、そのため分隊長システムの刷新や回復パックシステム、建築システムの追加が行われ、さらに武器クラスに明確な特徴をもたせ、直感的なプレイを行わせるためにしゃがみダッシュ、BF1とは異なるスライディングのシステム、制圧効果システムの弱体化など幅広い面でガンプレイの変更が加えられている。新モードとして、『グランド・オペレーション』、バトルロワイヤルモードの『ファイアストーム』、『アウトポスト』などがある。
今作では、従来の有料DLC形式を撤廃しタイド・オブ・ウォーと呼ばれる拡張パックシステムが導入され、拡張パックは無料で手に入れることができるようになった。

### バトルフィールド 2042
2021年11月19日にPC版・PS5版・PS4版・Xbox Series X/S版・Xbox One版が発売。略称は『BF2042』。本作は『BF1』以降約5年ぶりの非ナンバリングタイトルである。「2042』というタイトル名通り、2042年に起きた米露間での大規模戦争という舞台で戦う。
今作にはシングルプレイは実装されておらずマルチプレイ専用タイトルである。
All-Out-WarfareモードではPC・PS5・Xbox X/Sでは128人に対応しており、マップ内で武器のアタッチメントが変更できるようになっている。
ガンプレイ面では前作『BFV』のようなシステムはほとんど継承されておらず、前々作の『BF1』のようなガンプレイシステムになっている。
シーズンバトルパス制度を導入しているが、バトルパス報酬はスキン等のコスチュームだけであるため、基本的には前作のタイド・オブ・ウォーのように拡張パックは無料で提供されている。

## 関連作品

### バトルフィールド オンライン
『BF2』のリメイク作。2010年3月25日リリース。今作は韓国のNeowizが提供していた。2013年3月にサービスが終了した。
第二次世界大戦を題材としているが、今までの戦場のシリアスな雰囲気を撤廃、従来のBFシリーズとは異なるカートゥーン調のキャラクターが登場する。また、今作はクライアントのインストールや、プレイヤー側でのサーバーの用意が不要なブラウザゲームとなった。広告やマイクロトランザクションでの収入により、無料で提供されている。

## 日本未発売の作品
Battlefield Play4Free
2011年4月4日に配信を開始した基本料金無料でプレイできるタイトル。略称『BFP4F』。PC版のみリリースされ、2010年11月30日にクローズドβテストを開始、2011年4月4日にオープンβテストを開始、その後正式にリリースされていた。Play4Freeの「4」は「BF4」とは無関係。Refracter 2エンジンを採用しており、『BF2』をベースにしたものと見られるが、『Battlefield Online』との関連性は不明。2015年7月にサービスを終了している。
Battlefield Bad Company 2 iOS
2010年12月にiTunes Storeから配信がされたシリーズ初のモバイル版。開発はDigital Legends Entertainmentが担当し、DICEは関与していない。『BFBC2』をベースにオリジナルのストーリーが展開される。マルチプレイにも対応。
Battlefield 3 Aftershock
2012年2月8日に配信されたiOS版。北米App Storeでのみ配信された。『BF3』がベースとなった作品であったが、容量の問題上プレイできるマップおよびゲームモードがそれぞれ1種、武器が5種類と比較的自由度が低く、操作性も悪かったことが批判を受けた。
2012年3月31日に低評価を受けてApp Storeがサービスを停止した。
Battlefield Urban Combat（開発中止）
2001年に開発中止されたバトルフィールドシリーズの第1作目になる予定だったタイトル。内容は警察と犯罪組織の争いを描いたものであったが、這般の事情でお蔵入りとなり、代わりに破棄されたデータを基に『BF1942』が製作された。なお、2015年発売の『BFH』は、本作から着想を得て製作されている。
Battlefield 3 The Russian（日本未発売）
2011年10月に発売された『BF3』のノベライズ版。元SAS隊員のアンディ・マクナブが執筆を担当した。スペツナズのディマ・マヤコフスキーの視点から『BF3』のストーリーを描いているが、ゲーム版とは設定が若干異なっている。
Battlefield 4 Countdown to War（日本未発売）
2013年10月に発売された『BF4』のノベライズ版。『BF3』『BF4』に登場したCIAエージェントのラズロ・コビックによる東アジアでの諜報任務を描く。『BF4』においてレッカーと上海で合流するまでのストーリーが展開される。

## 余談
- 『BF1942』『BFV』『BF2』『BF2142』『BF1943』『BF3』『BFV』には、北太平洋にある実在の島「ウェーク島」を再現したマップが収録されている（オブジェクト配置は作品によって異なるが地形はほぼ共通。『BFV』ではタイド・オブ・ウォーで追加、『BF3』でもDLC[注 1]で追加された）。このほかに『BF3』以降では、実在する地域を再現したマップが多数登場している。
- バトルフィールドシリーズでは、実在の国家・組織・団体が数多く登場するが、これに起因して一部地域で発売禁止処分を受けたタイトルも存在する。2011年11月に、イラン本国で『BF3』のイラン軍兵士に対する暴力描写が問題となり「違法なゲーム」として発売禁止処分が発表された[52]ほか、2013年末に中国本土では「中国への文化的侵略である」として中国文化部が『BF4』に対し発売禁止処分を発表している[53]。同じFPSゲームにおける類似の事例としては、『CoD4』がサウジアラビアでイスラム兵士に対する虐待・暴行表現が問題になり、発売禁止処分を受けたことや『メダル・オブ・オナー』のマルチプレイにて、プレイヤーがターリバーン兵士としてアメリカ軍兵士を殺害できる内容が、イラク戦争で戦死した米兵の遺族らによって非難され、発売中止を求めたことが挙げられる（メダル・オブ・オナー (2010年のゲーム) § 論争を参照）。
- 2016年5月6日に『BF1』のゲームプレイ映像が初公開され、YouTubeでの再生回数は4千万回を超え、高評価190万と過去最高の高評価となった。しかし、同時期にトレーラーが公開されたFPSのコール オブ デューティ インフィニット・ウォーフェアは再生回数が3千万回に達したものの、高評価が48万に対し低評価が300万という過去最悪の低評価を受けた[54]。理由として2012年以降、コールオブデューティシリーズでは近未来を舞台とした作品が多くリリースされており、変わり映えのないゲームがプレイヤーを食傷気味にさせたこととされる。このため、最新作コールオブデューティ インフィニットウォーフェアに怒りを抱いたユーザーがTwitterに「#RIPCOD」(R.I.P COD=コールオブデューティよ、安らかに眠れ)という同作を誹謗したハッシュタグでの投稿が大量になされ、YouTubeでも揶揄するパロディ動画が多数投稿される一幕があった[55]。